# Marion Rothman
Marion Rothman (* 20. Jahrhundert) ist eine US-amerikanische Filmeditorin.

## Leben
Marion Rothman wurde 1969 für ihr Debütfilm Der Frauenmörder von Boston bereits für einen Eddie der American Cinema Editors nominiert. Zu ihren Werken gehört Rückkehr zum Planet der Affen, Orca, der Killerwal und die John-Carpenter-Filme Christine und Starman. 1992 erschien mit Jagd auf einen Unsichtbaren ihr letzter Film.

## Filmografie (Auswahl)
- 1968: Der Frauenmörder von Boston (The Boston Strangler)
- 1969: Che!
- 1970: Rückkehr zum Planet der Affen (Beneath the Planet of the Apes)
- 1971: Flucht vom Planet der Affen (Escape from the Planet of the Apes)
- 1972: Mach’s noch einmal, Sam (Play it Again, Sam)
- 1973: Die Rivalin (Ash Wednesday)
- 1973: Tom Sawyers Abenteuer (Tom Sawyer)
- 1975: Funny Lady
- 1976: Eine Frau sieht rot (Lipstick)
- 1977: Orca, der Killerwal (Orca)
- 1978: Eine Farm in Montana (Comes a Horseman)
- 1979: Auf ein Neues (Starting Over)
- 1981: Jede Nacht zählt (All Night Long)
- 1983: Christine'
- 1984: Starman
- 1986: Club Paradise
- 1988: Pizza Pizza – Ein Stück vom Himmel (Mystic Pizza)
- 1990: Der Unglücksritter (Opportunity Knocks)
- 1992: Jagd auf einen Unsichtbaren (Memoirs of an Invisible Man)